# Hội Liên hiệp Phụ nữ Lào
Hội Liên hiệp Phụ nữ Lào (LWU; tiếng Lào: ສະຫະພັນແມ່ຍິງລາວ) là tổ chức quyền phụ nữ được lập ra tại Lào vào ngày 20 tháng 7 năm 1955. Ban đầu gọi là Hội Phụ nữ Yêu nước Lào về sau đổi tên thành Hội Phụ nữ Lào vào năm 1965 và có tên gọi như hiện nay tại Đại hội Đại biểu toàn quốc lần thứ I năm 1984. Tổ chức này đóng vai trò là nhà lãnh đạo chính thức của phong trào phụ nữ ở Lào kể từ khi thành lập. Nó chịu trách nhiệm thúc đẩy các chính sách của chính phủ đối với phụ nữ và bảo vệ quyền của phụ nữ trong chính phủ, đồng thời giải phóng họ khỏi các chuẩn mực truyền thống trong xã hội và lôi kéo họ tham gia vào cuộc cách mạng xã hội nhằm mục đích nâng cao địa vị và phúc lợi chung của họ trong xã hội Lào.
Khampheng Boupha từng là Chủ tịch Hội Liên hiệp Phụ nữ Lào đầu tiên. Chủ tịch hiện nay Inlavanh Keobounphanh là con gái của nguyên lãnh đạo Đảng Nhân dân Cách mạng Lào và nguyên Thủ tướng Lào Sisavath Keobounphanh.
Chức Chủ tịch Hội Liên hiệp Phụ nữ Lào là cấp bộ trưởng cho nên người giữ chức này có quyền tham dự các cuộc họp của Chính phủ Lào.

## Chủ tịch
- Khampheng Boupha (1955–1988)
- Onchanh Thammavong (1988–2004)
- Sisay Leudetmounsone (2004–2020)
- Inlavanh Keobounphanh (2020 đến nay)

## Đại hội Đại biểu toàn quốc
- Đại hội Đại biểu toàn quốc lần thứ I (1984)
- Đại hội Đại biểu toàn quốc lần thứ II (1988)
- Đại hội Đại biểu toàn quốc lần thứ III (1993)
- Đại hội Đại biểu toàn quốc lần thứ IV (2001)
- Đại hội Đại biểu toàn quốc lần thứ V (2006)
- Đại hội Đại biểu toàn quốc lần thứ VI (2011)
- Đại hội Đại biểu toàn quốc lần thứ VII (2015)
- Đại hội Đại biểu toàn quốc lần thứ VIII (2020)